# Челаво-Медзана
Челаво-Медзана (фр. и итал. Celavo-Mezzana) — упразднённый кантон во Франции, находился в регионе Корсика, департамент Южная Корсика. Входил в состав округа Аяччо.
Код INSEE кантона — 2A06. Всего в кантон Челаво-Медзана входило 10 коммун, из них главной коммуной являлась Боконьяно. В 2015 году коммуны перешли в состав кантона Гранова-Прунелли.

## Коммуны кантона
| Коммуна             | Население, чел. (1999) | Почтовый индекс | Код INSEE |
| ------------------- | ---------------------- | --------------- | --------- |
| Боконьяно           | 343                    | 20136           | 2A040     |
| Валле-ди-Медзана    | 217                    | 20167           | 2A336     |
| Веро                | 351                    | 20172           | 2A345     |
| Карбучча            | 254                    | 20133           | 2A062     |
| Куттоли-Кортиккьято | 1 473                  | 20167           | 2A103     |
| Пери                | 1 140                  | 20167           | 2A209     |
| Саррола-Каркопино   | 1 801                  | 20167           | 2A271     |
| Тавако              | 226                    | 20167           | 2A323     |
| Тавера              | 336                    | 20163           | 2A324     |
| Уччани              | 441                    | 20133           | 2A330     |

## Население
Население кантона на 2008 год составляло 8103 человека.
| 1962  | 1968  | 1975  | 1982  | 1990  | 1999  | 2006 | 2007 | 2008  |
| ----- | ----- | ----- | ----- | ----- | ----- | ---- | ---- | ----- |
| 3 000 | 3 287 | 2 905 | 3 650 | 5 164 | 6 530 | —    | —    | 8 103 |